# Itinerario in Terra Santa (Palomnik)
Il Pellegrinaggio in Palestina, altrimenti conosciuto come Itinerario (o viaggio) in Terra Santa (Choženija Daniila russkyja zemli igumena, letteralmente "Viaggio di Daniil igumeno della terra russa"), è un racconto di viaggio del XII secolo di Daniil Palomnik (detto anche Daniil Igumeno), facente parte delle letteratura russa antica.

## Genesi dell'opera
Nei primi secoli degli anni Mille si diffuse, tra le popolazioni slave, l'usanza di recarsi in pellegrinaggio nelle terre dove visse e predicò Gesù.
La prima persona, però, a lasciarci una testimonianza scritta fu un certo Daniil Palomnik ("palmiere", perché i pellegrini recavano la palma della pace), un igumeno che compì questo viaggio probabilmente tra il 1106 e il 1108. Il viaggio durò in tutto 20 mesi.

## Identità dell'autore
Considerato da molti studiosi della letteratura russa come un normale pellegrino, recentemente si è supposto che Daniil il viaggiatore non fosse altro che il vescovo di Jur'ev. Si trattava, quindi, di una personalità importante e quest'ipotesi sembra confermata dal fatto che, come si evince chiaramente nell'opera, l'autore abbia buoni rapporti con il monarca Baldovino (addirittura, grazie al suo intervento, Daniil riesce a raggiungere la Tiberiade senza venire assalito dai banditi; poi  Baldovino consente a Daniil di accendere una lampada sulla tomba del Signore e al Sabato Santo durante il rito, lo tiene al proprio fianco, permettendogli di entrare con facilità nella chiesa gremita). Considerando queste ipotesi, sembra che si tratti di una missione diplomatica.
Inoltre, paragonando il fiume Snev' al fiume Giordano, fa capire chiaramente che sia originario della Russia meridionale.

## Analisi e contenuto
L'itinerario è diviso in 6 tappe che corrispondono a 6 spazi narrativi:
- Apostoli Giovanni e Paolo (Cipro, Troade...)
- Morte e resurrezione di Gesù Cristo (Gerusalemme)
- Battesimo (Fiume Giordano)
- Incarnazione (Betlemme, Gerusalemme...)
- Profezie e visioni (Emmaus, Cafarnao, Monte Carmelo)
- Predicazione (Palestina)

Nell'opera, Daniil esprime la convinzione secondo cui Dio manifesti la Sua presenza in una sequela di miracoli e pare ignorare tutto ciò che non rientra nella sfera religiosa.
Il linguaggio dell'opera è piuttosto semplice e scorrevole, cercando assimilazioni tra il paesaggio israeliano e quello russo.
Lo scopo dell'opera è informare il lettore non è solo recandosi in quei luoghi che si può raggiungere la Salvezza: anche la lettura delle testimonianze di chi ha visitato quei luoghi aiuta l'uomo a formarsi spiritualmente. L'opera si chiude, infatti, con un'esortazione a Dio di benedire coloro che leggeranno l'opera.

## Edizioni
(parziale)
- Daniil Egumeno, Itinerario in Terra Santa, Città Nuova, 1991, ISBN 978-88-311-1009-9.